# Hemoglobin

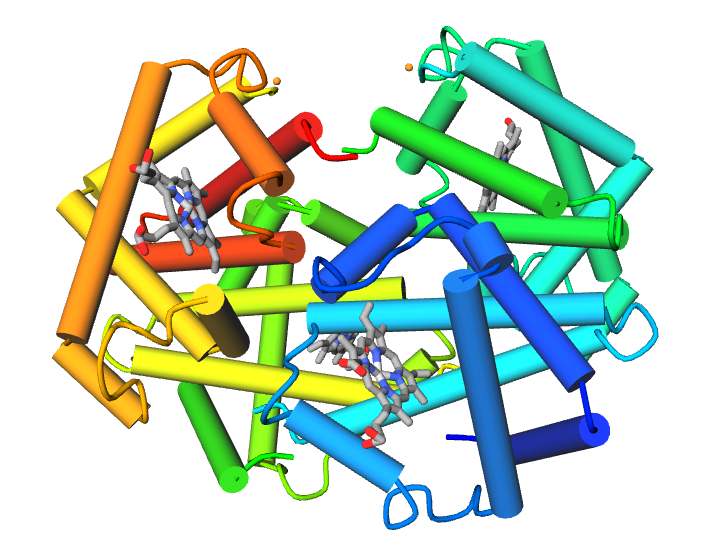
Mô hình hemoglobin 3D dạng que.

Hemoglobin (còn gọi là huyết sắc tố, viết tắt Hb hay Hgb; công thức hóa học: C2952H4664N812O832S8Fe4) là một protein chứa sắt có trong erythrocyte của hầu hết các loài động vật có xương sống (ngoại trừ họ cá Channichthyidae), cũng như mô của một số động vật không xương sống. Hemoglobin trong máu có nhiệm vụ vận chuyển oxy từ các cơ quan hô hấp (phổi hoặc mang) đến các mô khác của cơ thể, nơi nó giải phóng oxy để tạo điều kiện cho quá trình hô hấp hiếu khí giúp tăng cường quá trình trao đổi chất của động vật. Một người khỏe mạnh có từ 12 đến 20 gam hemoglobin trong mỗi 100 mL máu. Hemoglobin là một metallicoprotein, là một chromoprotein cũng như là một globulin.
Ở động vật có vú, hemoglobin chiếm khoảng 96% trọng lượng khô của hồng cầu (không bao gồm nước) và khoảng 35% tổng trọng lượng (bao gồm cả nước).

## Các loại hemoglobin
Tùy theo sự kết hợp các loại chuỗi globin, có các loại hemoglobin khác nhau:
- Hemoglobin A (HbA) được tạo thành từ 2 chuỗi alpha (α) và 2 chuỗi beta (β), ký hiệu là α2β2.[5] Đây là hemoglobin tetramer phổ biến nhất ở người, chiếm hơn 97% tổng lượng hemoglobin hồng cầu.[6]
- Hemoglobin A2 (HbA2) là một biến thể bình thường của hemoglobin A bao gồm 2 chuỗi alpha và 2 chuỗi delta (δ) (α2δ2), chiếm tỷ lệ 2–3,5%.
- Hemoglobin F (còn gọi hemoglobin bào thai vì nó chiếm tỷ lệ rất cao ở giai đoạn cuối của thai nhi và sơ sinh), có cấu tạo gồm 2 chuỗi alpha và 2 chuỗi gamma (γ) (α2γ2).

Một số hemoglobin ở thời kỳ phôi và thời kỳ đầu của bào thai.
- Hemoglobin Gower I (ζ2ε2 hay HbE Gower-1) gồm 2 chuỗi zeta và 2 chuỗi epsilon, tương đối không ổn định, dễ bị phá vỡ.[7]
- Hemoglobin Gower II (α2ε2 hay HbE Gower-2) gồm 2 chuỗi alpha và 2 chuỗi epsilon. Hemoglobin Gower II có phần không ổn định, mặc dù không nhiều như hemoglobin Gower 1.[7]
- Hemoglobin Porland I (ζ2γ2 hay HbE Portland-1) tồn tại ở ngưỡng thấp trong thời kỳ phôi thai và bào thai, gồm 2 chuỗi zeta và 2 chuỗi gamma.[7]
- Hemoglobin Portland II (ζ2β2 hay HbE Portland-2) tồn tại ở ngưỡng thấp trong thời kỳ phôi thai và bào thai, gồm 2 chuỗi zeta và 2 chuỗi beta. Là một hemoglobin không ổn định, thậm chí còn không ổn định bằng hemoglobin Gower 1, hemoglobin Portland II bị phân hủy rất nhanh khi bị stress.[7]